# Кубок СССР по лыжным гонкам 1973
5-й Кубок СССР по лыжным гонкам проводился в Бакуриани (Грузинская ССР) с 7 по 10 февраля 1973 года. Соревнования проводились по четырём дисциплинам — гонки на 15 и 50 км (мужчины), гонки на 5 и 10 км (женщины).

### Мужчины
|                                                             | Золото                                        | Серебро                                  | Бронза                                               |
| ----------------------------------------------------------- | --------------------------------------------- | ---------------------------------------- | ---------------------------------------------------- |
| Гонка на 15 км (7 февраля). 75 участников, 68 финишировало  | Скобов Юрий 49.28 «Спартак» Кировская область | Веденин Вячеслав +0.21 «Динамо» Москва   | Тараканов Валерий +0.31 Вооружённые Силы Москва      |
| Гонка на 50 км (10 февраля). 60 участников, 54 финишировало | Симашев Фёдор 2:40.23 «Динамо» Москва         | Гаранин Иван +1.04 «Енбек» Казахская ССР | Савельев Сергей +3.30 «Буревестник» Хабаровский край |

### Женщины
|                                                          | Золото                                       | Серебро                                      | Бронза                                           |
| -------------------------------------------------------- | -------------------------------------------- | -------------------------------------------- | ------------------------------------------------ |
| Гонка на 5 км (7 февраля). 48 участниц, 47 финишировало  | Кулакова Галина 18.08 «Труд» Удмуртская АССР | Балдычева Нина +0.10 «Труд» Ленинград        | Сметанина Раиса +0.27 «Урожай» Коми АССР         |
| Гонка на 10 км (9 февраля). 48 участниц, 45 финишировало | Балдычева Нина 39.28 «Труд» Ленинград        | Кулакова Галина +0.09 «Труд» Удмуртская АССР | Григорьева Дина +0.40 «Локомотив» Чувашская АССР |

## Личные результаты
Мужчины
Гонка на 15 км
Температура воздуха −5 °C, сумма перепадов высот 462 м.
| Место | Спортсмен         | Спортивное общество, регион                        | Время    |
| ----- | ----------------- | -------------------------------------------------- | -------- |
| 1.    | Юрий Скобов       | «Спартак» Киров Кировская область                  | 49.28,56 |
| 2.    | Вячеслав Веденин  | «Динамо» Москва                                    | 49.49,16 |
| 3.    | Валерий Тараканов | Вооружённые Силы Москва                            | 49.59,45 |
| 4.    | Фёдор Симашев     | «Динамо» Москва                                    | 50.17,06 |
| 5.    | Николай Теребов   | «Спартак» Кемерово Кемеровская область             | 50.29,49 |
| 6.    | Сергей Савельев   | «Буревестник» Хабаровск Хабаровский край           | 50.39,50 |
| 7.    | Юрий Брагин       | «Буревестник» Куйбышев Куйбышевская область        | 51.11,23 |
| 8.    | Владимир Долганов | Вооружённые Силы Новосибирск Новосибирская область | 51.13,33 |
| 9.    | Геннадий Ильин    | «Труд» Калининская область                         | 51.27,00 |
| 10.   | Анатолий Акентьев | Вооружённые Силы Москва                            | 51.27,13 |
| 11.   | Анатолий Шмигун   | «Динамо» Москва                                    | 51.34    |
| 12.   | Владимир Трефилов | «Труд» Киров Кировская область                     | 51.36    |
| 14.   | Владимир Лукьянов | «Динамо» Москва                                    |          |
|       | Василий Рочев     | «Динамо» Сыктывкар Коми АССР                       |          |

Гонка на 50 км
Температура воздуха −5−7 °C.
| Место | Спортсмен         | Спортивное общество, регион                        | Время      |
| ----- | ----------------- | -------------------------------------------------- | ---------- |
| 1.    | Фёдор Симашев     | «Динамо» Москва                                    | 2:40.23,96 |
| 2.    | Иван Гаранин      | «Енбек» Рудный Казахская ССР                       | 2:41.27,89 |
| 3.    | Сергей Савельев   | «Буревестник» Хабаровск Хабаровский край           | 2:43.53,71 |
| 4.    | Николай Антоненко | «Труд» Владимир Владимирская область               | 2:43.54,04 |
| 5.    | Вячеслав Веденин  | «Динамо» Москва                                    | 2:45.03,39 |
| 6.    | Николай Теребов   | «Спартак» Кемерово Кемеровская область             | 2:45.26,31 |
| 7.    | Анатолий Акентьев | Вооружённые Силы Москва                            | 2:46.26,38 |
| 8.    | Иван Пронин       | Вооружённые Силы Сыктывкар Коми АССР               | 2:46.45,85 |
| 9.    | Анатолий Политов  | «Урожай» Сыктывкар Коми АССР                       | 2:46.54,11 |
| 10.   | Владимир Попов    | «Труд» Владимир Владимирская область               | 2:47.00,75 |
| 11.   | Фёдор Кочетков    | «Локомотив» Муром Владимирская область             | 2:47.16    |
| 12.   | Владимир Долганов | Вооружённые Силы Новосибирск Новосибирская область | 2:47.48    |

Женщины
Гонка на 5 км
Температура воздуха −5 °C, сумма перепадов высот 152 м.
| Место | Спортсменка        | Спортивное общество, регион                        | Время    |
| ----- | ------------------ | -------------------------------------------------- | -------- |
| 1.    | Галина Кулакова    | «Труд» Ижевск Удмуртская АССР                      | 18.08,31 |
| 2.    | Нина Балдычева     | «Труд» Ленинград                                   | 18.18,75 |
| 3.    | Раиса Сметанина    | «Урожай» Сыктывкар Коми АССР                       | 18.35,08 |
| 4.    | Алевтина Олюнина   | «Труд» Горький Горьковская область                 | 18.36,68 |
| 5.    | Анна Елесина       | «Труд» Горький Горьковская область                 | 18.43,10 |
| 6.    | Зинаида Амосова    | Вооружённые Силы Новосибирск Новосибирская область | 18.50,51 |
| 7.    | Дина Григорьева    | «Локомотив» Канаш Чувашская АССР                   | 18.51,75 |
| 8.    | Нина Романько      | «Динамо» Минск Белорусская ССР                     | 18.56,64 |
| 9.    | Нина Шебалина      | «Спартак» Ленинград                                | 19.00,46 |
| 10.   | Жанна Елистратова  | «Буревестник» Свердловск Свердловская область      | 19.02,24 |
| 11.   | Наталья Ноговицина | «Буревестник» Пермь Пермская область               | 19.02    |
| 12.   | Людмила Машковцева | «Спартак» Киров Кировская область                  | 19.12    |
| 14.   | Ирина Аквелева     |                                                    | 19.26    |

Гонка на 10 км
Температура воздуха −2 °C, сумма перепадов высот 310 м.
| Место | Спортсменка        | Спортивное общество, регион                        | Время    |
| ----- | ------------------ | -------------------------------------------------- | -------- |
| 1.    | Нина Балдычева     | «Труд» Ленинград                                   | 39.28,15 |
| 2.    | Галина Кулакова    | «Труд» Ижевск Удмуртская АССР                      | 39.37,92 |
| 3.    | Дина Григорьева    | «Локомотив» Канаш Чувашская АССР                   | 40.08,87 |
| 4.    | Алевтина Олюнина   | «Труд» Горький Горьковская область                 | 40.12,55 |
| 5.    | Наталья Ноговицина | «Буревестник» Пермь Пермская область               | 40.27,71 |
| 6.    | Нина Шебалина      | «Спартак» Ленинград                                | 40.28,04 |
| 7.    | Анна Елесина       | «Труд» Горький Горьковская область                 | 40.29,89 |
| 8.    | Раиса Сметанина    | «Урожай» Сыктывкар Коми АССР                       | 40.34,94 |
| 9.    | Людмила Машковцева | «Спартак» Киров Кировская область                  | 41.02,58 |
| 10.   | Зинаида Амосова    | Вооружённые Силы Новосибирск Новосибирская область | 41.25,55 |
| 11.   | Тамара Вяткина     | «Буревестник» Пермь Пермская область               | 41.32    |
| 12.   | Жанна Елистратова  | «Буревестник» Свердловск Свердловская область      | 41.48    |
|       | Людмила Дулова     | «Спартак» Киров Кировская область                  |          |

## Командные результаты спортивных обществ
| Место | Спортивное общество | Сумма очков |
| ----- | ------------------- | ----------- |
| 1.    | «Труд»              | 441         |
| 2.    | «Динамо»            | 319         |
| 3.    | «Спартак»           | 309         |
| 4.    | «Буревестник»       | 249         |
| 5.    | Вооружённые Силы    | 237         |
| 6.    | «Локомотив»         | 108         |
| 7.    | ?                   | ?           |
| 8.    | ?                   | ?           |
| 9.    | ?                   | ?           |
| 10.   | ?                   | ?           |

## Командные результаты союзных республик, областей, краев, АССР, Москвы и Ленинграда
| Место | Регион                | Сумма очков |
| ----- | --------------------- | ----------- |
| 1.    | Москва                | 305         |
| 2.    | Кировская область     | 138         |
| 3.    | Коми АССР             | 133         |
| 4.    | Новосибирская область | 127         |
| 5.    | Ленинград             | 121         |
| 6.    | Горьковская область   | 109         |